# Römisch-Germanisches Museum
Il Römisch-Germanisches Museum è un'istituzione museale di Colonia che contiene reperti archeologici dell'epoca preistorica, di quella romana e di quella franca ritrovati nell'area urbana della città. Si trova proprio a ridosso del Duomo e della stazione centrale. Inaugurato il 24 novembre 1961, è stato costruito attorno ad un importante mosaico ritrovato in seguito ai lavori di recupero post-bellici. Il mosaico ritrae diverse scene della vita di Dioniso e probabilmente faceva parte di un complesso abitativo romano del III secolo. Nel 1999, in occasione di un pranzo ufficiale del G8, il mosaico è stato coperto con una protezione in plexiglas.

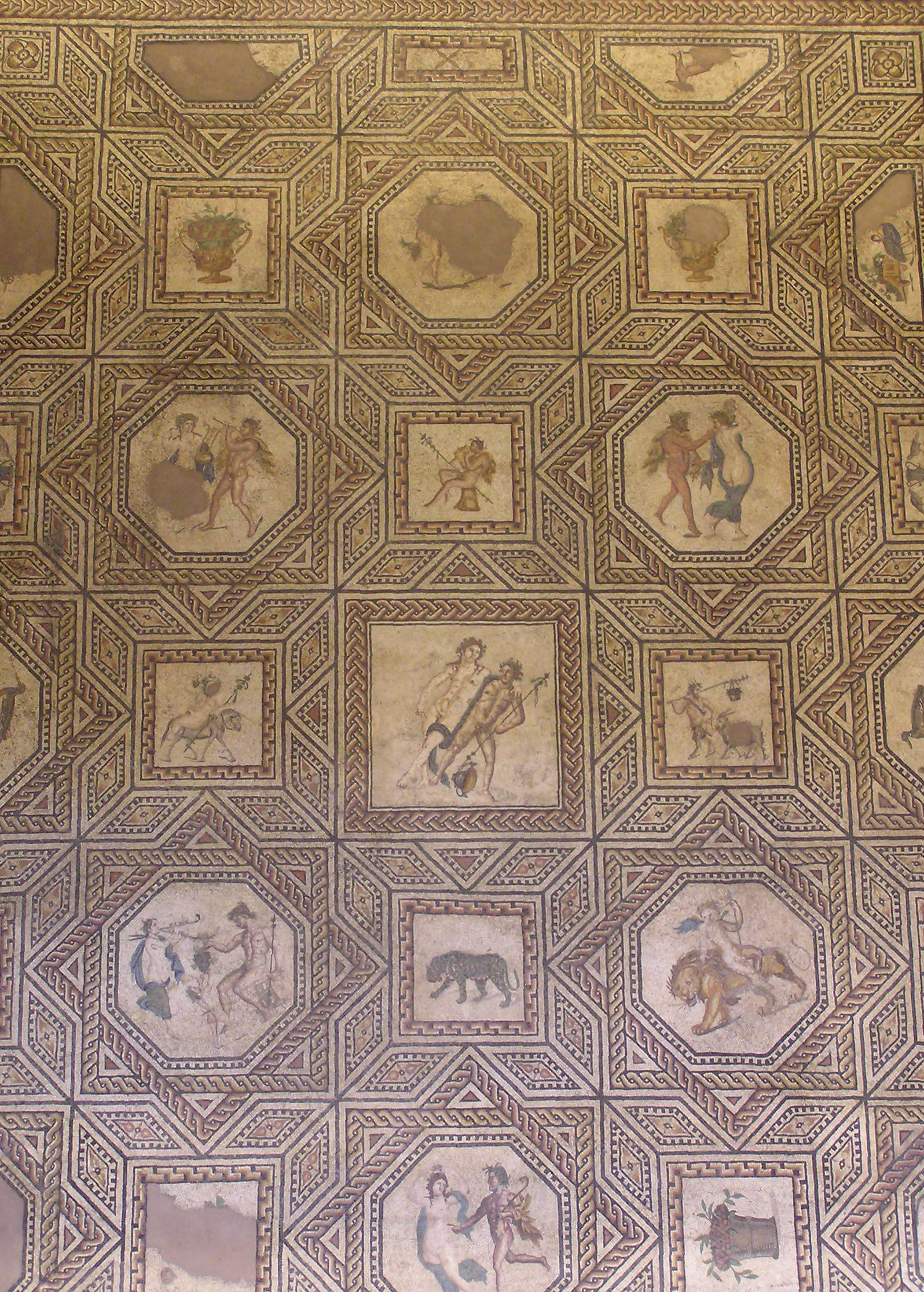
Mosaico di Dioniso, ca. 220/230 d.C.

## Il museo
Il museo ha una superficie espositiva di 4.500 m² in cui sono esposti reperti di 100.000 anni di storia, dal Paleolitico all'alto Medioevo.
I più antichi risalgono a raccoglitori e cacciatori presenti in Renania durante il Paleolitico e il Mesolitico. Nel VI millennio a. C. gli uomini divennero stanziali e costruirono villaggi con grandi case che fungevano anche da stalle. La scoperta della civiltà che lavorava ceramica a banda lineare a Colonia-Lindenthal è una delle pietre miliari della ricerca riguardante il Neolitico europeo. Attrezzi di pietra, armi e vasi di ceramica fatti a mano raccontano la vita delle persone di circa 8.000 anni fa. I reperti preromani raccolti dalle tombe e dai villaggi dell'Età del Bronzo e del Ferro risalgono ai primi insediamenti agricoli della Renania. Nei secoli che precedettero l'arrivo dei Romani la Renania fu colonizzata da tribù celtiche e germaniche, che seppellivano i propri morti in tumuli con urne di ceramica e oggetti di pietra e metallo come viatico per l'aldilà.
Ma il fulcro delle collezioni è costituito dalle testimonianze dei cinque secoli di dominazione romana. Il fondatore di Colonia, l'imperatore Augusto, viene ricordato da un'effigie in miniatura di vetro verde. Il famoso mosaico di Dioniso del III secolo d. C. e il monumento funerario alto 15 metri del I secolo d. C. dedicato al legionario Marco Publicio possono essere ammirati a tutte le ore del giorno e della notte dalle finestre panoramiche che danno sul piazzale del Duomo. 
Dal punto di vista architettonico la suggestiva struttura del museo è concepita come una "finestra sull'epoca romana".
Le colonne lungo il suo perimetro richiamano il peristilio romano situato al piano inferiore che ospita il Mosaico di Dioniso visibile dalla Roncalliplatz.
Al piano immediatamente superiore, il cosiddetto piano di Publicio, si trovano le stanze che ospitano mostre temporanee e congressi. Al piano superiore, una serie di reperti archeologici raggruppati cronologicamente e per tema descrivono l'evoluzione della “città degli Ubii”, costruita all'epoca dell'imperatore Augusto, che poi divenne centro economico e religioso della Germania Inferior. Ne costituiscono una testimonianza i resti del porto romano sul Reno, quelli del ponte ligneo costruito sotto Costantino, e quelli della testa di ponte di Divitia sulla sponda est. Delle mura perimetrali romane sono rimasti solo la base di una torre a pianta circolare (dove vengono allestite mostre temporanee) e l'enorme arco centrale in pietra della Porta Nord con l'iscrizione CCAA (Colonia Claudia Ara Agrippinensium). La ricostruzione di una carrozza da viaggio romana da un'idea dei mezzi di trasporto usati sulle strade a lunga percorrenza che collegavano l'Impero Romano.
Il museo contiene la più grande collezione al mondo di oggetti di vetro di epoca romana utilizzati fra il I e il IV secolo, fra cui numerosi bicchieri di lusso e decorati della stessa epoca come i vasi soffiati decorati con figure, bicchieri decorati, e calici.
Gli orafi e gli scultori romani crearono prodotti di grande pregio, come ad esempio le raffinate miniature di ambra. Affreschi maestosi e mosaici di grande valore, come il famoso Mosaico del Filosofo, erano parte integrante dell'arredamento delle case degli aristocratici della città. L'arredamento delle abitazioni comprendeva anche alcuni prodotti di ceramica, come ad esempio alcuni e coppe bicchieri decorati con scene di caccia che furono venduti e fino in Inghilterra.
Le pregiate opere di oreficeria della collezione Diergardt, che risale al Barone Johannes Freiherr von Diergardt, è una delle più importanti collezioni a livello internazionale di gioielli dell'epoca delle migrazioni di popoli germanici. Sono presenti costumi e accessori appartenuti a cavalieri nomadi e a popoli germanici dei secoli fra il IV e il VI sono provenienti da tutta Europa, dalla Crimea alla Spagna. La “Kertscher Krone” (corona Kertscher), gli anelli del tempio e il diadema provenienti da Tiligul hanno fama mondiale. 
I reperti più recenti del museo risalgono all'età merovingia (V – VI secolo). Nelle celebrazioni dei I funerali franchi degli abitanti cittadini e delle campagne attorno a Colonia nel territorio del Reno venivano spesso celebrati utilizzati con ricchi corredi funerari per accompagnare i defunti nel la vita nell'aldilà. I corredi funebri sono testimonianze della storia della civiltà dell'Alto Medioevo.

## Storia del museo

Con la costruzione della linea nord-sud viene collegata la più grande area di scavi d'Europa

Il Museo Romano Germanico ha le sue origini nella "collezione di antichità di Colonia", raccolta il 25 aprile 1807, in seguito alla circolare per la protezione dei reperti archeologici degli scavi nel dipartimento di Colonia, e alla collezione di antichità romane di Ferdinand Franz Wallraf, poi presa in consegna dalla città di Colonia, dalla quale nacque nel 1861 la sezione di storia romana del nuovo Wallraf-Richartz-Museum aperto da poco.
Già dall'epoca della prima guerra mondiale la sezione ha avuto un proprio direttore.
Fin dal 1923 la sezione sovraintende agli scavi archeologici all'interno della città e ha creato una sempre maggiore consapevolezza dell'origine romana della città di Colonia.
Anche a questo scopo è servita la costruzione, nel 1946, del Museo Romano Germanico, collegata al ritrovamento del Mosaico di Dioniso nei sotterranei del Duomo. Il museo è stato inaugurato il 24 novembre 1961 nel bunker del Duomo. In occasione della costruzione della linea nord-sud della ferrovia metropolitana, l'ente museale ha supervisionato la più grande area di scavi d'Europa. 
Come centro di ricerca il museo ha lavorato, tra gli altri, con l'Istituto archeologico,con l'Istituto di studi sull'antichità, con i centri di ricerca sulla dendrocronologia e sull'archeobotanica dell'università di Colonia e con l'università di scienze applicate di Colonia nei settori restaurazione e visualizzazione.